# Абонкур-Жезенкур
Абонку́р-Жезенку́р (фр. Aboncourt-Gesincourt) — коммуна во Франции, находится в регионе Франш-Конте. Департамент — Верхняя Сона. Входит в состав кантона Комбофонтен. Округ коммуны — Везуль.
Код INSEE коммуны — 70002.

## География
Коммуна расположена приблизительно в 300 км к юго-востоку от Парижа, в 60 км севернее Безансона, в 22 км к северо-западу от Везуля.

## Население
Население коммуны на 2010 год составляло 232 человека.
| 1962 | 1968 | 1975 | 1982 | 1990 | 1999 | 2010 |
| ---- | ---- | ---- | ---- | ---- | ---- | ---- |
| 137  | 296  | 313  | 240  | 215  | 204  | 232  |

## Администрация
| Период | Период | Фамилия              | Партия | Примечания |
| ------ | ------ | -------------------- | ------ | ---------- |
| 2001   | 2008   | Мишель Камюзе-Маньен |        |            |
| 2008   | 2014   | Арно Лемерсье        |        |            |

## Экономика

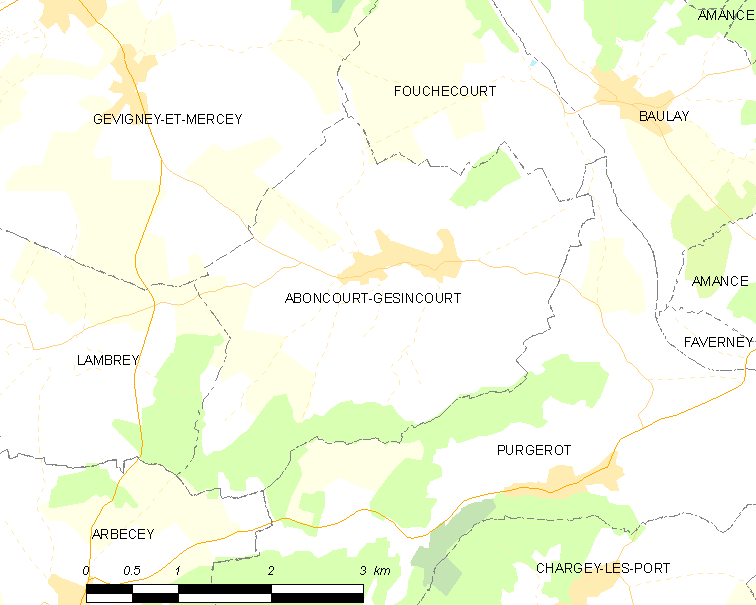
Карта коммуны

В 2010 году среди 148 человек трудоспособного возраста (15—64 лет) 104 были экономически активными, 44 — неактивными (показатель активности — 70,3 %, в 1999 году было 65,8 %). Из 104 активных жителей работали 98 человек (55 мужчин и 43 женщины), безработными было 6 (2 мужчины и 4 женщины). Среди 44 неактивных 19 человек были учениками или студентами, 13 — пенсионерами, 12 были неактивными по другим причинам.